# Ranking Académico das Universidades Mundiais
O Ranking Académico das Universidades Mundiais, conhecido informalmente por Ranking de Xangai, é um ranking de instituições de ensino superior feito até 2008 pela Universidade Jiao Tong de Xangai e desde então pela Shanghai Ranking Consultancy.
O ranking compara mais de 1 200 instituições de ensino superior, utilizando uma fórmula que toma em consideração:
- o número de ex-alunos vencedores do Prêmio Nobel e Medalha Fields (10%);
- os membros do corpo docente que obtiveram tais prêmios (20%);
- os pesquisadores altamente citados em 21 categorias gerais (20%);
- os artigos produzidos nas revistas científicas NatureNature e ScienceScience (20%);
- o Science Citation Index e o Social Sciences Citation Index (20%);
- e a performance acadêmica per capita nos indicadores anteriormente citados (10%).

Esta metodologia foi criada em um artigo acadêmico pelos seus proponentes. Liu explica que o objetivo original do ranking era "medir a distância entre as universidades chinesas e de classe mundial, particularmente em termos de performance acadêmica ou de pesquisa.". Os rankings têm sido conduzidos desde 2003 anualmente.
É uma das três classificações internacionais de universidades mais influentes e amplamente observadas, juntamente com o QS World University Rankings e a Times Higher Education World University Rankings.

## Classificação das universidades segundo o ARWU
- 2003: Academic Ranking of World Universities – 2003
- 2004: Academic Ranking of World Universities – 2004
- 2005: Academic Ranking of World Universities – 2005
- 2006: Academic Ranking of World Universities – 2006
- 2007: Academic Ranking of World Universities – 2007
- 2008: Academic Ranking of World Universities – 2008
- 2009: Academic Ranking of World Universities – 2009
- 2010: Academic Ranking of World Universities – 2010
- 2011: Academic Ranking of World Universities – 2011
- 2012: Academic Ranking of World Universities - 2012
- 2013: Academic Ranking of World Universities – 2013
- 2014: Academic Ranking of World Universities – 2014
- 2015: Academic Ranking of World Universities – 2015
- 2016: Academic Ranking of World Universities – 2016
- 2017: Academic Ranking of World Universities – 2017
- 2018: Academic Ranking of World Universities – 2018
- 2019: ainda não disponível

### Melhores universidades lusófonas
| Universidade                              | 2003 | 2004 | 2005 | 2006 | 2007 | 2008 | 2009 | 2010 |
| ----------------------------------------- | ---- | ---- | ---- | ---- | ---- | ---- | ---- | ---- |
| Universidade de São Paulo                 | 1    | 1    | 1    | 1    | 1    | 1    | 1    | 1    |
| Universidade de Lisboa                    | 2    | 4    | 4    | -    | 4    | 5    | 5    | 2    |
| Universidade Estadual de Campinas         | 2    | 2    | 2    | 2    | 2    | 2    | 2    | 2    |
| Universidade Federal de Minas Gerais      | -    | -    | -    | -    | 4    | 3    | 3    | 3    |
| Universidade Estadual Paulista            | 5    | 4    | 4    | 4    | 4    | 5    | 5    | 3    |
| Universidade Federal do Rio Grande do Sul | -    | -    | -    | -    | -    | 5    | 5    | 6    |
| Universidade Federal do Rio de Janeiro    | 2    | 2    | 3    | 2    | 3    | 3    | 3    | 6    |
| Universidade do Porto                     | -    | -    | -    | -    | 4    | 5    | 5    | 6    |